# Unterseeboot 418
L'Unterseeboot 418 ou U-418 est un sous-marin allemand (U-Boot) de type VIIC utilisé par la Kriegsmarine pendant la Seconde Guerre mondiale.
L'U-418 n'a ni coulé ni endommagé de navire au cours de l'unique patrouille (37 jours en mer) qu'il effectua.
Le sous-marin a également participé à trois Rudeltaktik.
Il fut coulé par un avion britannique à l'ouest du golfe de Gascogne en mai 1943.

## Conception
Unterseeboot type VII, l'U-418 avait un déplacement de 769 tonnes en surface et 871 tonnes en plongée. Il avait une longueur totale de 67,10 m, un maitre-bau de 6,20 m, une hauteur de 9,60 m, et un tirant d'eau de 4,74 m. Le sous-marin était propulsé par deux hélices de 1,23 m, deux moteurs Diesel F46 de six cylindres produisant un total de 2 060 à 2 350 kW en surface et de deux moteurs électriques Siemens-Schuckert GU 343/38-8 produisant un total 550 kW, en plongée. Le sous-marin avait une vitesse en surface de 17,7 nœuds (32,8 km/h) et une vitesse de 7,6 nœuds (14,1 km/h) en plongée. Immergé, il avait un rayon d'action de 80 milles marins (150 km) à 4 nœuds (7,4 km/h; 4,6 milles par heure), en surface, son rayon d'action était de 8 500 milles nautiques (soit 15 700 km) à 10 nœuds (19 km/h).
L'U-418 était équipé de cinq tubes lance-torpilles de 53,3 cm (quatre montés à l'avant et un à l'arrière) et embarquait quatorze torpilles. Il était équipé d'un canon de pont de 8,8 cm SK C/35 (220 coups) et d'un canon antiaérien de 20 mm Flak. Son équipage comprenait 48 sous-mariniers. 

## Historique
Le sous-marin est commandé le 20 janvier 1941 à Dantzig (Danziger Werft), sa quille posée le 21 octobre 1941, il est lancé le 11 juillet 1942 et mis en service le 21 octobre 1942, sous le commandement de l'Oberleutnant zur See Gerhard Lange.
Il sert dans la 8. Unterseebootsflottille jusqu'au 30 avril 1943 et dans la 1. Unterseebootsflottille jusqu'à sa perte.
L'U-418 quitte Kiel le 24 avril 1943 et patrouille en Atlantique Nord entre l'Islande et les îles Féroé. Le 30 mai, il est attaqué par un PBY Catalina britannique du 210e escadron de la RAF. Un sous-marinier est tué, deux autres sont blessés. L'avion s'abîme en mer lors de son retour vers Pembroke Dock, ses membres d'équipage sont secourus.
L'U-Boot est coulé le 30 mai 1943, par les roquettes d'un Bristol Beaufighter britannique du 236e escadron, à l'ouest du golfe de Gascogne à la position 47° 05′ N, 8° 55′ O.

Les 
- Lire la suite

 d'équipage meurent dans cette attaque.

### Meutes
L'U-418 prend part à trois Rudeltaktik ("meutes de loups") :
- Sans nom (5–10 mai 1943)
- Isar (10–15 mai 1943)
- Donau 1 (15–23 mai 1943)

## Affectations
- 8. Unterseebootsflottille du 21 octobre 1942 au 30 avril 1943 (Flottille d'entraînement).
- 1. Unterseebootsflottille du 1er mai 1943 au 30 mai 1943 (Flottille de combat).

## Commandement
- Oberleutnant zur See Gerhard Lange du 21 octobre 1942 au 30 mai 1943